# Loimaa (comună)
Loimaa este o fostă comună din Finlanda.